# Potsdamer Platz
Potsdamer Platz è un'importante piazza berlinese, posta nel quartiere Tiergarten, al confine con Mitte.
Prende nome dalla città di Potsdam, situata 25 km a sud-ovest, e si trova nel punto in cui la strada per Potsdam (denominata nel ventunesimo secolo come Bundesstraße 1) oltrepassava la cinta doganale attraverso la Potsdamer Tor.
La piazza ha avuto una storia travagliata, risentendo degli eventi che hanno trasformato Berlino durante il XX secolo: negli anni della repubblica di Weimar costituiva il maggiore centro commerciale, culturale e di trasporti della città; successivamente fu spodestata dall'area del Neuer Westen circostante Breitscheidplatz; devastata dalla guerra e segnata dall'erezione del Muro, ha costituito negli anni novanta il più ambizioso progetto urbano della città riunificata.
Potsdamer Platz è oggi il centro di un nuovo quartiere residenziale, direzionale e commerciale; costituisce un richiamo turistico e simboleggia la nuova Berlino. La piazza resta tuttavia separata dalla città circostante e non è riuscita ad imporsi come "nuovo centro" della città.

## Fondamenti storici

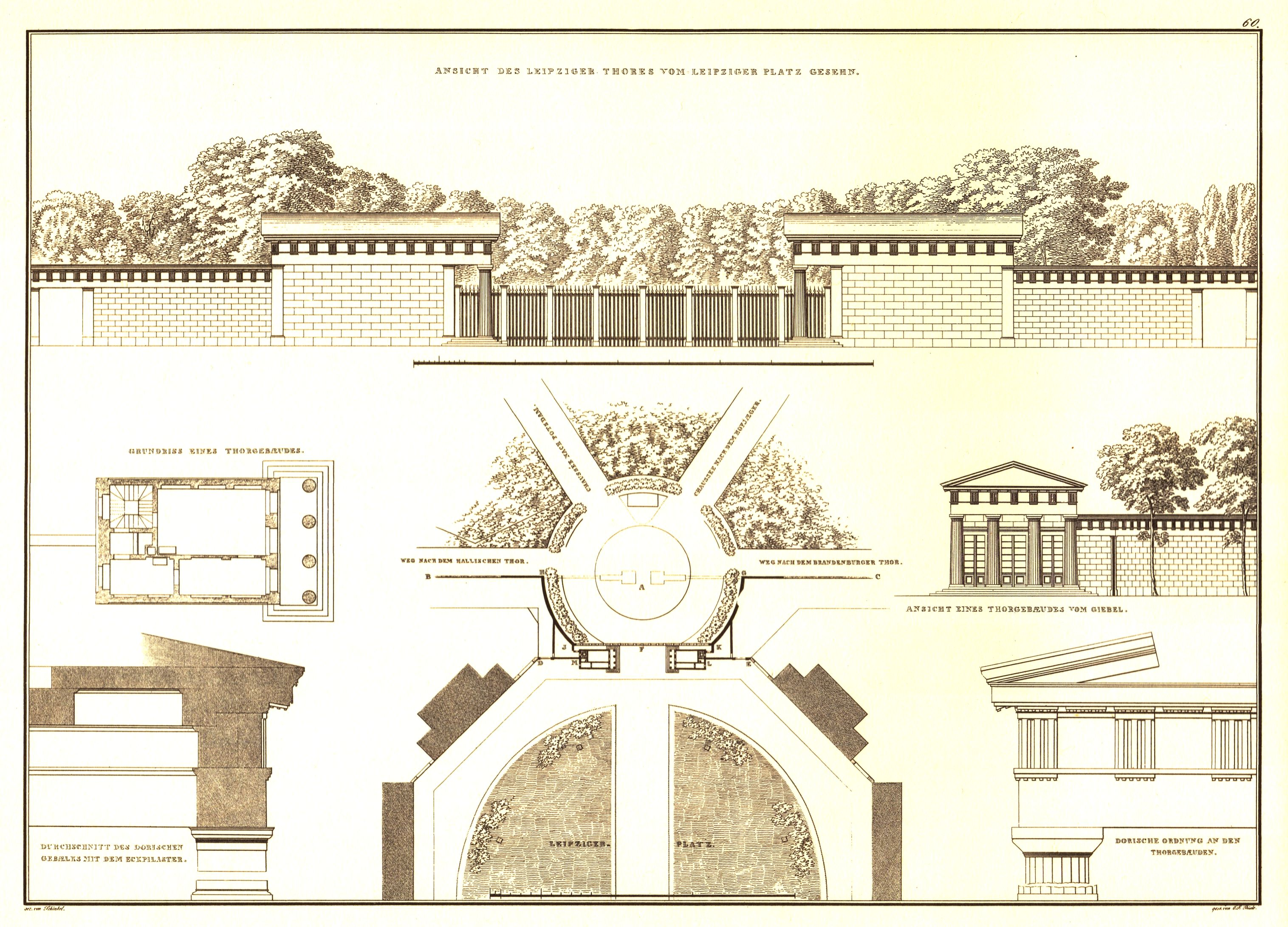
"Leipziger Thor" (nota come Potsdamer Tor) visto dal Leipziger Platz, disegno di Schinkel 1866

La nascita di Potsdamer Platz fu dovuta alla necessità di un centro, dal momento che l'area della piazza costituiva, come l'intera Berlino, un punto di passaggio dalla intensa attività commerciale, situata un tempo al di fuori delle mura cittadine. La storia di Potsdamer Platz nasce, probabilmente, il 29 ottobre 1685, quando venne emesso l'Editto sulla tolleranza di Potsdam, in seguito al quale Federico Guglielmo, Grande Elettore di Brandeburgo e Prussia dal 1640 al 1688, permise a molti rifugiati religiosi, tra cui gli ebrei provenienti dall'Austria e gli Ugonotti espulsi dalla Francia, di insediarsi sul proprio territorio (infatti, per un certo periodo di tempo, il 20% dei berlinesi erano di lingua francese). Questo influsso ebbe altri due risultati. Per prima cosa, le fortificazioni medioevali di Berlino, ricostruite in stile olandese (1658-74) con grandi spese, divennero improvvisamente inutili; e, secondariamente, la città già sovrappopolata si congestionò ulteriormente.
Molti nuovi distretti vennero creati all'esterno del perimetro cittadino, subito fuori le vecchie mura. Il più grande di questi fu Friedrichstadt, a sud-ovest del centro storico di Berlino, iniziata nel 1688, che deve il proprio nome al nuovo Elettore Federico Guglielmo III di Prussia, che in seguito divenne Re Federico I di Prussia. L'aspetto delle proprie strade seguiva lo stile barocco in voga a quei tempi, ed era basato su due assi principali: Friedrichstraße (nord-sud) e Leipziger Straße (est-ovest). Tutti i nuovi sobborghi vennero assorbiti da Berlino intorno al 1709-10. A partire dal 1723 l'espansione verso ovest di Friedrichstadt venne ordinata da Re Federico Guglielmo II di Prussia, e venne completata nel 1732-34 dall'architetto Filippo Gerlach il Giovane (1679-1748). Durante l'espansione prese vita un nuovo asse nord-sud, Wilhelmstraße.
Negli anni 1735-7, dopo che l'espansione di Friedrichstadt fu completata, un muro lungo 8 km (l'Akzisemauer) venne eretto intorno al nuovo perimetro di Berlino. Inizialmente era composto da pannelli in legno, in seguito rimpiazzati da mattoni e pietre, e costellato da 18 porte corrispondenti alle 18 strade entranti in città. Vennero aggiunti dazi per le merci in transito, soprattutto per carne e farina. La porta più famosa era quella di Brandeburgo, anche se 1 km a sud un'altra porta stava guadagnando fama.
Questa strada era stata costruita nel Medioevo come collegamento verso il borgo rurale di Schöneberg, ma in seguito venne sviluppata fino a far parte della strada che collegava Parigi a San Pietroburgo passando per Aquisgrana, Berlino e Königsberg. Nel 1660 il Grande Elettore aveva costruito la propria strada verso Potsdam, dove era situato il suo palazzo, ristrutturata. A partire dal 1754 una diligenza percorreva la tratta Berlino-Potsdam, nonostante fosse in pessime condizioni. Nel 1740 Federico il Grande divenne Re. Non era un grande amante di Berlino, per cui costruì un nuovo palazzo, il Sanssouci, a Potsdam nel 1744-7, seguito dal Neues Palais del 1763-9, rendendo la strada "non all'altezza" del passaggio di un re. Dopo una serie di migliorie, nel 1791-3, la strada venne inclusa nell'elenco delle migliori vie della Prussia. In seguito prese il nome di Potsdamer Straße; il suo punto d'ingresso in città fu, ovviamente, la Porta di Potsdam, e fu intorno a questa porta che nacque Potsdamer Platz.

## I primi giorni
Come entità fisica, Potsdamer Platz nacque come accozzaglia di strade e vie che passavano per la porta di Potsdam. Secondo quanto riportato da una vecchia guida, non divenne mai una vera e propria piazza, bensì un incrocio a cinque strade che collegava i principali centri europei. Subito all'interno della porta c'era una grande area ottagonale, creata durante l'espansione di Friedrichstadt nel 1732-4 e tagliata in due da Leipziger Straße; questo luogo fu uno dei tanti usati da migliaia di soldati del Regno di Prussia per le parate. All'inizio era conosciuta con il nome di Achteck (Ottagono), il 15 settembre 1814 venne rinominata in Leipziger Platz dopo la sconfitta di Napoleone alla battaglia di Lipsia (16-19 ottobre 1813) che pose fine alla Guerra di Liberazione che proseguiva dal 1806. Potsdamer Platz e Leipziger Platz vengono spesso trattate come se fossero un'unica entità. A quei tempi Leipziger Platz non era ancora utilizzata per le parate, ed i tentativi di stabilirvi la sede del mercato al fine di spostarvi il centro economico fallirono.
Nel 1828 venne sistemata a giardino, disegnato da Peter Joseph Lenné.
Nel 1823-4 Karl-Friedrich Schinkel ricostruì la Porta di Potsdam. Quella che era stata poco più di un buco nelle mura, venne rimpiazzata da un'opera mastodontica composta da due edifici in pietra che seguivano lo stile dorico, simili a piccoli templi, uno di fronte all'altro intorno a Leipziger Straße. L'edificio sul lato nord veniva utilizzato come dogana, mentre il suo gemello sul lato sud era la guardiola militare, il cui compito era impedire la diserzione dei soldati prussiani. I contadini non erano benvisti in città per cui le porte venivano utilizzate anche per limitarne l'accesso. Ai popolani era permesso scambiare merci subito fuori dalle mura cittadine, specialmente della porta di Potsdam. La speranza era che questo avrebbe potuto incoraggiare lo sviluppo delle strade migliorandone la percorribilità, trasformandole in una versione tedesca dei boulevard parigini - strade ampie, dritte e magnificenti, anche se l'obiettivo primario sarebbe stato quello di velocizzare lo spostamento delle truppe.
Non assunse il nome moderno fino all'8 luglio 1831, anche se quest'area iniziò il proprio sviluppo nei primi anni del 1800, sotto forma di quartiere tranquillo. Mentre Berlino cresceva e si congestionava, molti dei cittadini più ricchi si spostarono all'esterno delle mura cittadine costruendo nuove case spaziose intorno alle stazioni di posta, lungo le nuove boulevard, e attorno al lato meridionale del Tiergarten. Questa nuova zona, subito ad ovest di Potsdamer Platz, schiacciata tra Tiergarten ed il lato settentrionale del Landwehrkanal, crebbe diventando un distretto residenziale di particolare importanza conosciuto come "Il Quartiere dei Milionari". Il punto focale di questa nuova area fu la St. Matthäuskirche (Chiesa di San Matteo), costruita nel 1844-6, un edificio in stile romanico con fasce alterne di mattoni rossi e gialli, opera di Friedrich August Stüler (1800-65), pupillo di Schinkel. Questa chiesa, il solo edificio della zona sopravvissuto alla Seconda guerra mondiale ed alle successive demolizioni, è compresa nel Kulturforum.
In più, molti degli Ugonotti fuggiti dopo dalla Francia in seguito alle persecuzioni, ed i loro discendenti, si stabilirono nelle aree circostanti alle stazioni di posta. Notando che spesso si formavano code all'entrata della Porta di Potsdam per colpa dei controlli lenti, queste persone iniziarono ad offrire caffè, pane e torte dalle loro case, dando vita alla tradizione alimentaria del posto. Negli anni seguenti vennero creati insediamenti di dimensioni sempre maggiori, che a loro volta venivano soppiantati da altri ancora più estesi. La tassazione della metà degli anni 1860 rese inutili le mura, per cui nel 1866-7 la maggior parte venne demolita insieme alle porte. Solo due porte sopravvissero a questo intervento, la Porta di Brandeburgo e la Porta di Potsdam. Nonostante gli fosse stato tolta la loro funzione, i templi di Schinkel continuarono a vivere per altre otto decadi.
La rimozione delle mura permise alla strada che la attraversava di unirsi a quelle che confluivano in Potsdamer Platz, aumentandone il livello di traffico. Questa strada, sia a nord che a sud della piazza, prese il nome di Königgrätzer Straße dopo la vittoria prussiana sull'Austria nella Battaglia di Sadowa il 3 luglio 1866, durante la Guerra austro-prussiana.

## L'arrivo delle ferrovie

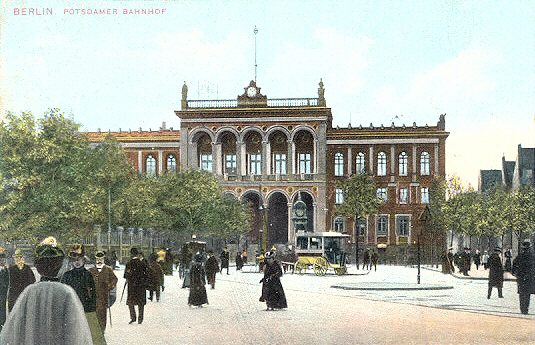
Potsdamer Platz - il Potsdamer Bahnhof intorno al 1900

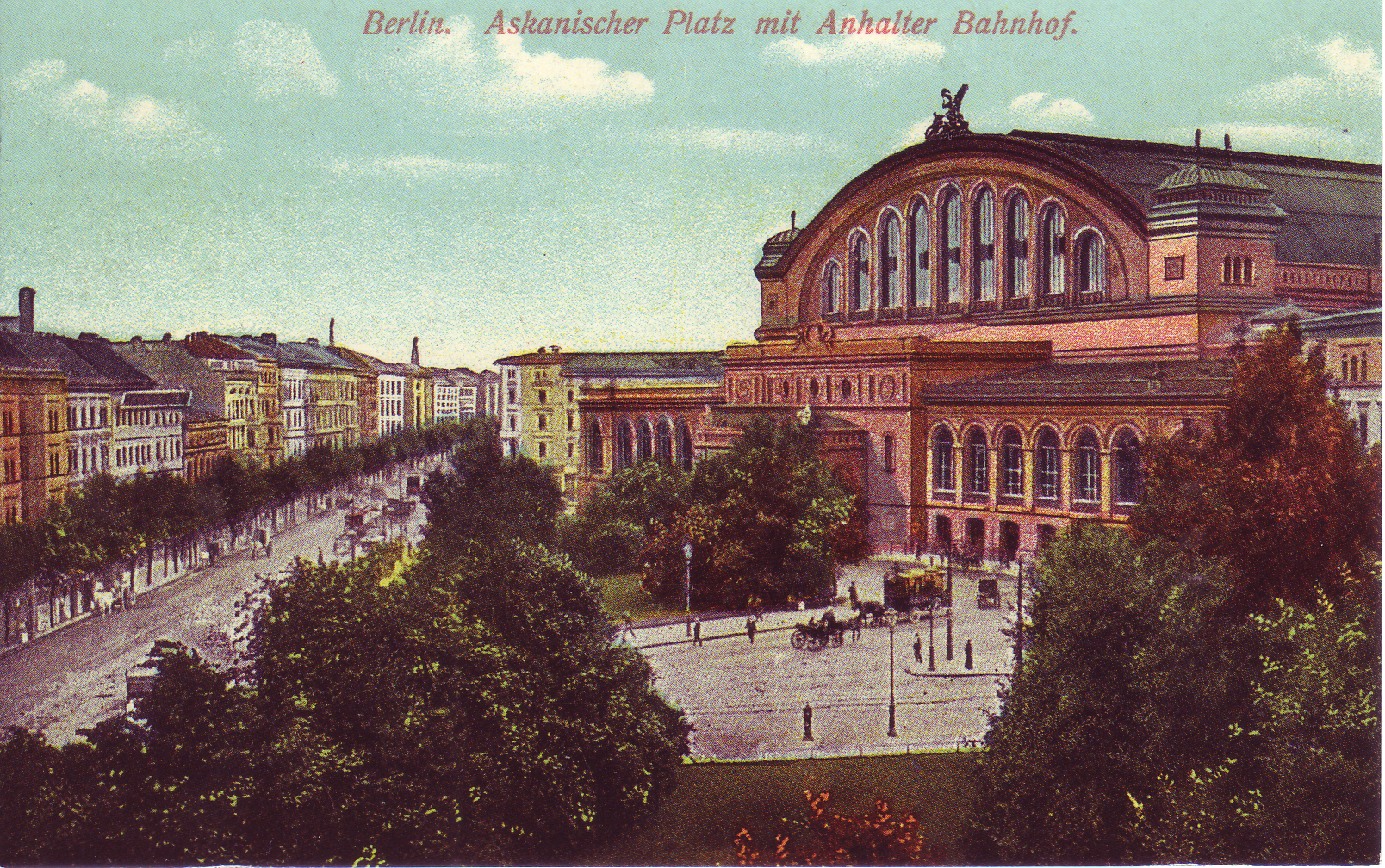
A breve distanza - l'Anhalter Bahnhof intorno al 1900

La ferrovia arrivò a Berlino nel 1838 con l'apertura del Potsdamer Bahnhof, capolinea di un tratto di 26 km che univa la città a Potsdam, inaugurata il 29 ottobre (nel 1848 la linea venne estesa fino a raggiungere Magdeburgo ed oltre). Dal momento che le autorità non permettevano ai treni di oltrepassare le mura, ancora in piedi a quei tempi, il terminale venne costruito in Potsdamer Platz, e fu questo fatto a dare il via ai cambiamenti che avrebbero trasformato la piazza.
All'inizio i terminali non erano sfruttati in modo intensivo ma, con il tempo, divennero più grandi. Potsdamer Bahnhof venne riammodernata e riaperta il 30 agosto 1872.
Una linea ferroviaria fu fatta passare attraverso la stessa Potsdamer Platz. Si trattava di un collegamento aperto nell'ottobre 1851 che fungeva da circonvallazione all'interno delle mura, incrociando numerose strade e piazze principali, ed il cui proposito era quello di permettere il trasporto delle merci tra le varie stazioni cittadine, creando un odioso traffico per oltre venti anni. Per quasi dieci volte al giorno Potsdamer Platz veniva bloccata per permettere il passaggio di un convoglio da 60 o 100 vagoni, preceduto da un capostazione che suonava una campana. La costruzione della Ringbahn attorno al perimetro della città, collegando le varie stazioni, permise nel 1871 di mettere in disuso la vecchia linea.
Negli anni seguenti Potsdamer Platz venne servita da due linee ferroviarie locali. La prima linea della U-Bahn (successivamente chiamata U2), in arrivo da sud, costruita nel 1902, con una nuova stazione creata nel 1907, e la stessa linea estesa a nord e ad est nel 1908. Nel 1939 venne seguita dalla S-Bahn.

## Cuore della metropoli

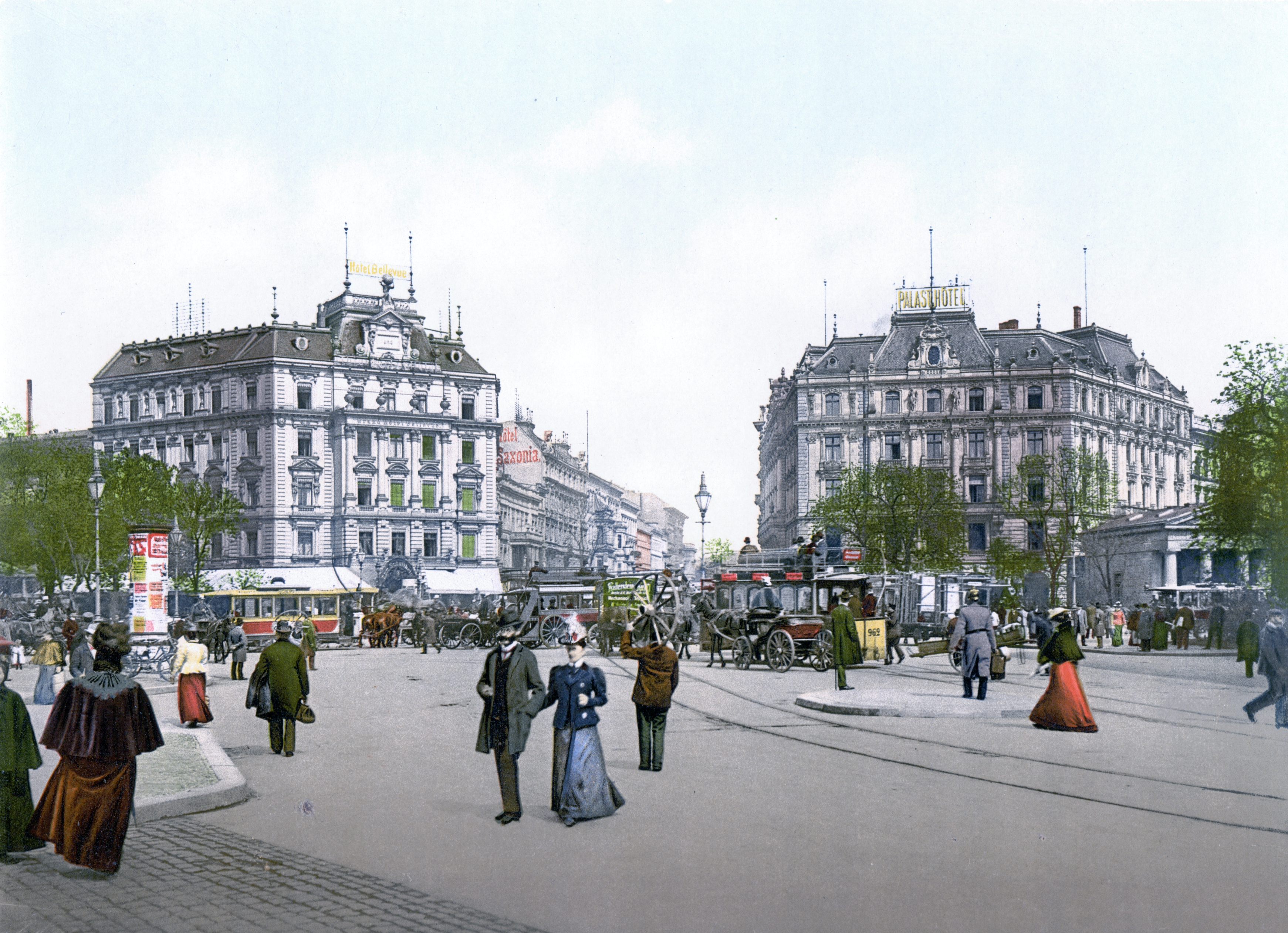
Potsdamer Platz intorno al 1900. Il Grand Hotel Belle Vue ed il Palast Hotel si ergono sui due lati di Königgrätzer Straße, che si dirige a nord verso la Porta di Brandeburgo. Sulla destra si trova uno dei templi di Schinkel (parte dell'ex Porta di Potsdam)

Berlino crebbe ad alta velocità per un certo periodo di tempo, ma il suo sviluppo ebbe il picco massimo dopo la sua nomina a capitale tedesca il 18 gennaio 1871. Potsdamer Platz e la vicina Leipziger Platz cominciarono ad assumere l'aspetto definitivo. Si trovavano nel centro di una metropoli che aveva raggiunto i 4,4 milioni di abitanti (terza città del mondo dopo Londra e New York). Grandi alberghi e centri commerciali, centinaia di piccoli negozi, teatri, sale da ballo, bar, ristoranti, birrifici ed enoteche, l'economia stava avendo un boom. Alcuni di questi posti ebbero addirittura una fama internazionale.
Inoltre, una grande presenza governativa con molti dipartimenti e sotto-dipartimenti ebbero sede in quest'area, portando alla costruzione di 26 palazzi e magioni aristocratiche a Leipziger Platz, Leipziger Straße e Wilhelmstraße. Lo stesso Reichstag, il parlamento tedesco, occupò l'ex casa del compositore Felix Mendelssohn (1809-47) a Leipziger Straße, prima di spostarsi nel 1894 nel nuovo edificio nei pressi della Porta di Brandeburgo, eretto da Paul Wallot (1841-1912). Il parlamento prussiano occupò un'ex fabbrica di porcellane prima di spostarsi nella nuova sede costruita al posto dell'abitazione della famiglia Mendelssohn nel 1899-1904 da Friedrich Schulze Colditz (1843-1912). Questo edificio dava le spalle ad un edificio altrettanto grande nella vicina strada (Prinz-Albrecht Straße), anch'essa opera di Colditz, costruito per la camera bassa prussiana nel 1892-9.
Il vecchio Quartiere dei Milionari, situato ad ovest di Potsdamer Platz, divenne il luogo perfetto per ospitare le ambasciate dei paesi stranieri. Per questo motivo assunse gradualmente il nome di Diplomatenviertel.

## L'età dell'oro prima della guerra

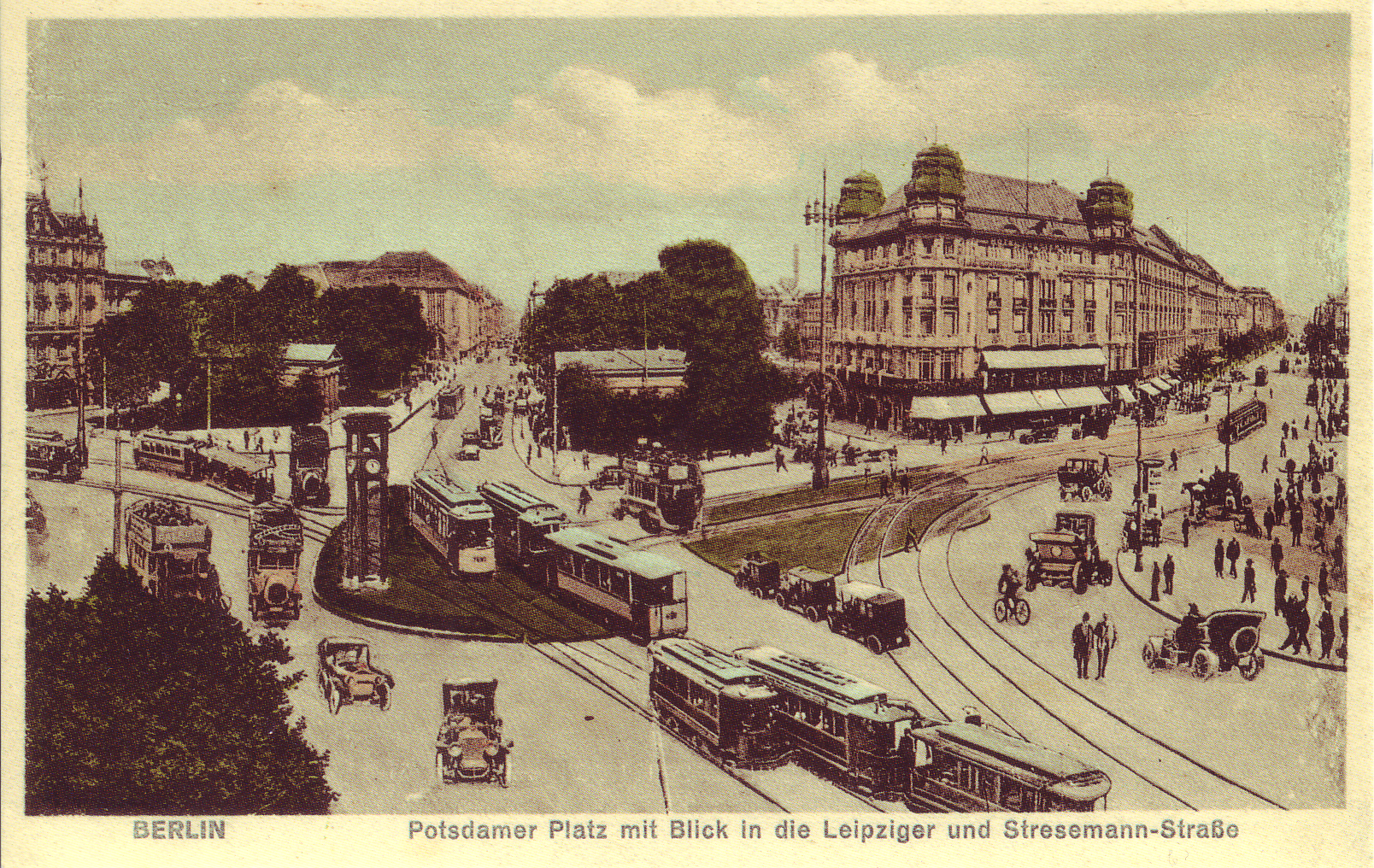
Potsdamer Platz nella metà degli anni venti, guardando ad est verso Leipziger Platz. Il Palast Hotel si trova sulla sinistra, con Leipziger Straße in fronte. Imboccando la strada, subito a sinistra, si trova il Wertheim. I templi dorici di Karl Schinkel si trovano subito dietro la piazza ellittica, uno di fronte all'altro sui due lati di Leipziger Strasse. Il grosso edificio sulla destra è l'Hotel Furstenhof, affacciato su Königgrätzer Straße. Seguendo questa strada, sulla destra, si trova Anhalter Bahnhof. subito fuori dall'immagine, sulla destra si possono trovare l'Haus Vaterland e la Potsdamer Bahnhof

L'età dell'oro di Potsdamer Platz fu negli anni venti e trenta. In questo periodo sviluppò un intenso traffico nel centro Europa, e divenne il cuore della vita notturna di Berlino. Rappresentò il centro geografico della città, punto di incontro delle cinque maggiori strade dell'intera Europa. Queste cinque vie erano:
- Königgrätzer Straße (lato nord), si collegava a nord alla Porta di Brandeburgo. Il 6 febbraio 1930 venne rinominata in Ebertstraße in onore di Friedrich Ebert (1871-1925), primo Presidente della nuova Repubblica Tedesca (nota anche come Repubblica di Weimar). Nel 1935 i Nazisti la rinominarono in Hermann Göring Straße, per il fatto che Hermann Göring vi aveva preso residenza. Nel 1947 torno al suo originario nome di Ebertstraße.
- Königgrätzer Straße (lato sud), comprende parte della vecchia strada che costeggiava le mura, porta a sud-est. Il 6 febbraio 1930 prese il nome di Stresemannstraße in onore di Gustav Stresemann (1878-1929), primo cancelliere sotto la presidenza Ebert. Nel 1935 i Nazisti la chiamarono Saarland Straße per riprendere il nome moderno nel 1947.
- Leipziger Straße, verso est.
- Potsdamer Straße, sviluppata partendo dalla vecchia strada che univa Berlino a Schoneberg ed a Potsdam, parte della vecchia arteria commerciale che attraversava l'Europa, in direzione sud-ovest. Questa parte è conosciuta con il nome di Alte Potsdamer Straße, sostituita da una nuova sezione, Neue Potsdamer Straße, che dirige a sud per poi ricongiungersi al suo vecchio corso nei pressi di Potsdamer Brücke, sul Landwehrkanal.
- Bellevuestraße, in direzione nord-ovest che un tempo, attraverso il Tiergarten, raggiungeva Schloss Bellevue, successivamente residenza ufficiale del Presidente della Repubblica Federale di Germania.

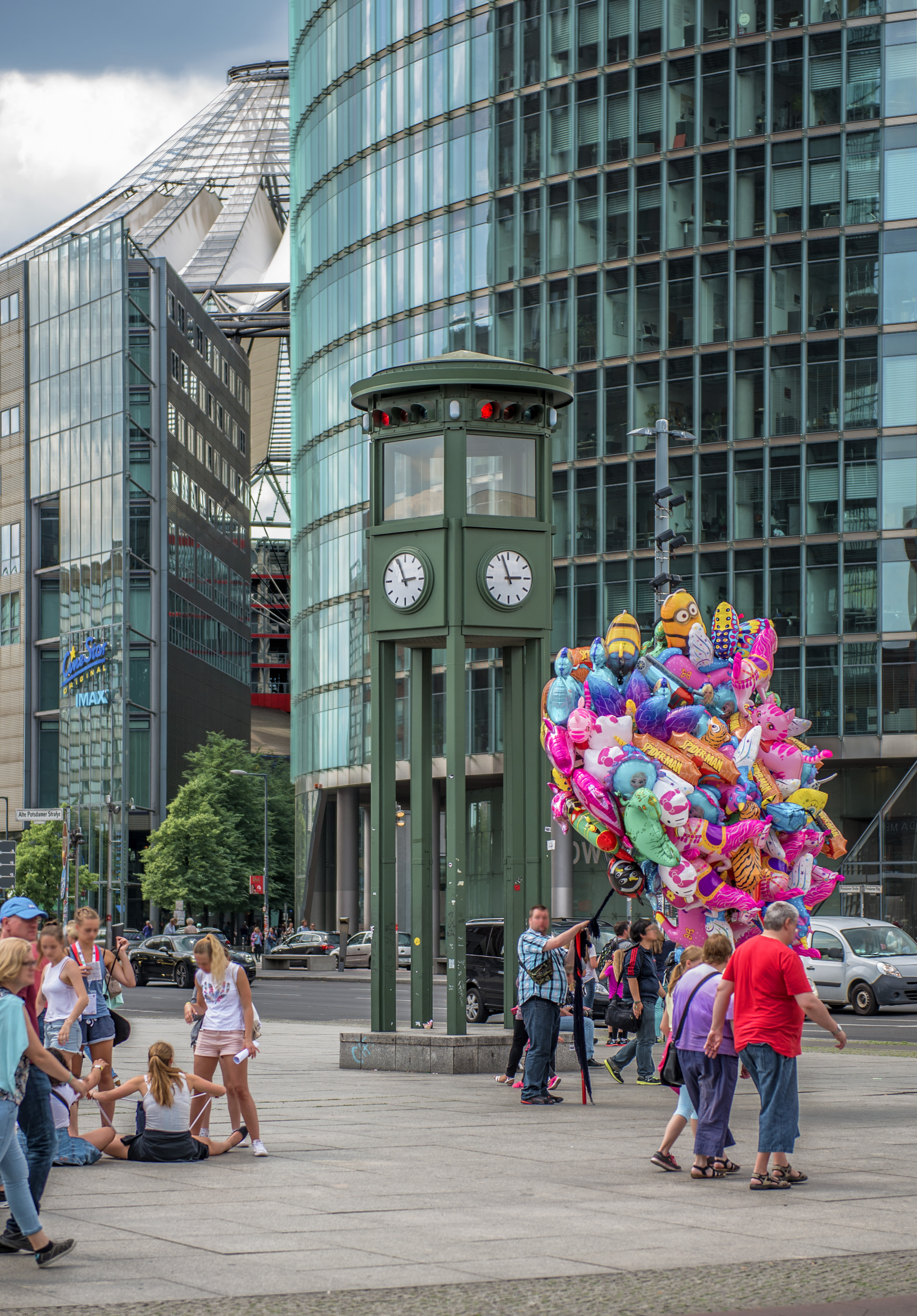
Replica a Potsdamer Platz di uno dei primi semafori della Germania

Si crede (nonostante qualcuno sollevi dubbi) che le prime linee elettriche stradali vennero installate a Potsdamer Platz nel 1882 dal gigante berlinese Siemens. Quello che è indubbio è che il primo semaforo venne creato qui il 20 ottobre 1924 nel tentativo di controllare il traffico imponente. Nel 1900 più di 100.000 persone, 20.000 macchine e carrozze a cavalli oltre a migliaia di biciclette passavano quotidianamente nella piazza. Le prime quattro linee tranviarie apparvero nel 1880, divenendo 13 nel 1897, tutte trascinate da cavalli. Dopo l'elettrificazione avvenuta tra il 1898 ed il 1902 raggiunse il livello di 35 linee nel 1908 per poi attestarsi su 40, percorse da 600 tram ad ogni ora del giorno e della notte. I semafori, anche loro opera della Siemens, vennero montati su tutti e cinque i lati ad un'altezza di 8,5 metri. Un poliziotto sedeva in una piccola cabina in cima alla torre e regolava manualmente l'alternanza del traffico, fino alla loro automatizzazione avvenuta nel 1926. Il 26 settembre 1997 una copia esatta di questa torre venne eretta vicino a quella originale dalla stessa Siemens per festeggiare il suo 150º anniversario.
Alle ore 20 dell'8 ottobre 1923 venne creata la prima stazione radiofonica tedesca che faceva uso di trasmettitori ad onde medie. Venne piazzata in un edificio (Vox-Haus) vicino a Potsdamer Straße. Nonostante i numerosi miglioramenti che ebbero luogo tra il dicembre 1923 ed il luglio 1924, il vicino Grand Hotel Esplanade ne impediva la trasmissione per cui, nel dicembre 1924, venne sostituita da una stazione più moderna, ma la Vox-Haus è ancora viva e detiene il record di prima stazione tedesca, Radiostunde Berlin, fondata nel 1923, rinominata in Funkstunde nel marzo 1924, trasferita in altro luogo nel 1931 ed infine chiusa nel 1934.

## La seconda guerra mondiale e la guerra fredda

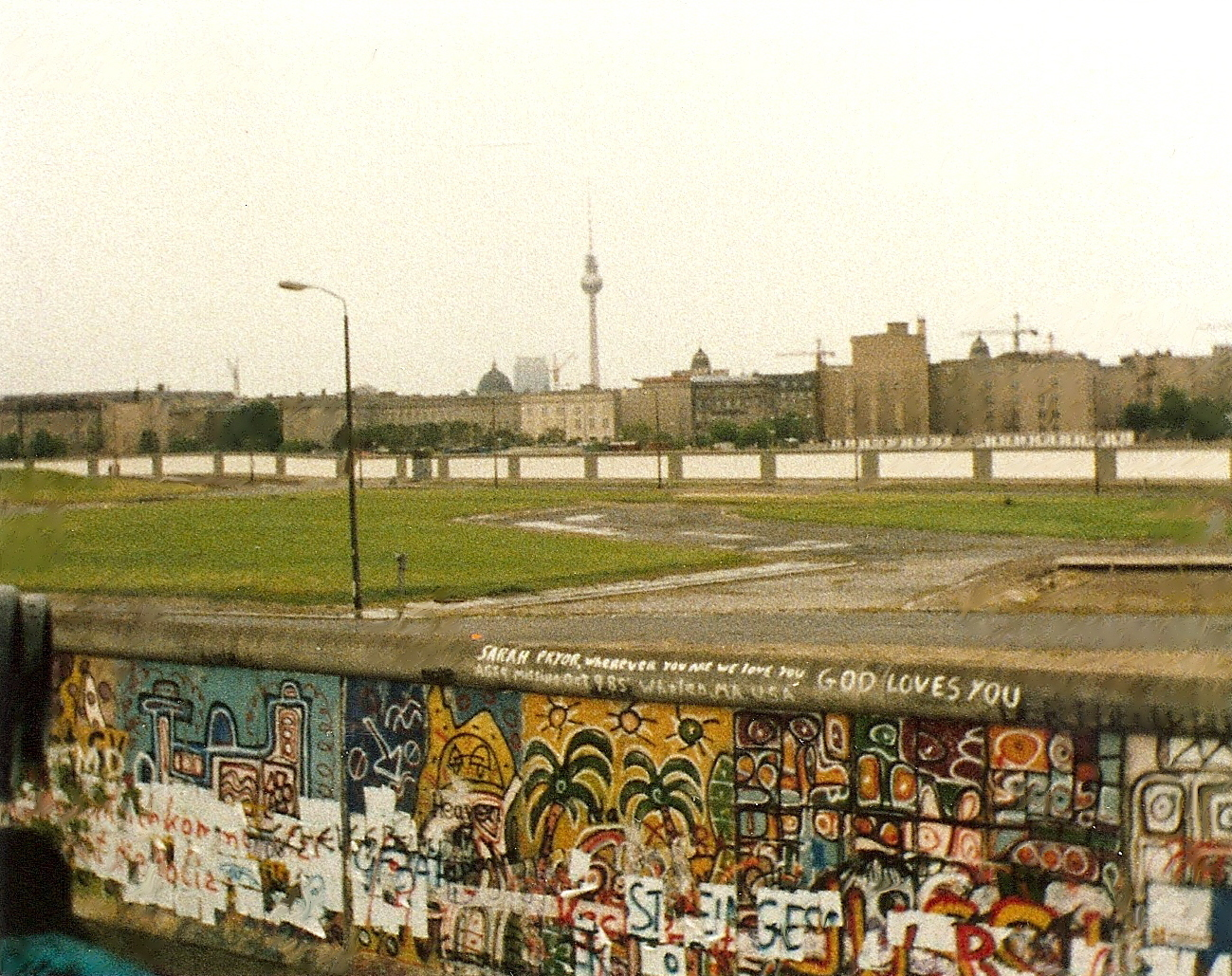
Potsdamer Platz durante la guerra fredda, divenuta negli anni '80 un terreno desolato

Come nel resto di Berlino, gran parte degli edifici andarono completamente distrutti o furono pesantemente danneggiati da incursioni aerei e bombardamenti d'artiglieria soprattutto nelle ultime fasi della seconda guerra mondiale. Le cose non vennero migliorate dalla vicinanza dell'enorme Cancellierato del Reich di Adolf Hitler costruito nei pressi di Voßstraße, e di molti altri edifici governativi. Potsdamer Platz fu uno dei principali obiettivi alleati.
Mentre la città veniva divisa in settori durante l'occupazione degli alleati alla fine della guerra, la piazza venne a trovarsi sul confine dei territori reclamati da americani, inglesi e russi.
Con il nascere della guerra fredda negli anni cinquanta, vennero posti limiti al transito tra settore russo (Berlino Est) e settore occidentale (Berlino Ovest). Trovandosi su questa invisibile frontiera, Potsdamer Platz perse il suo importante ruolo di accentramento dei berlinesi.
Con la costruzione del Muro di Berlino, il 13 agosto 1961, lungo questa frontiera, Potsdamer Platz si trovò divisa in due: quello che una volta era un centro trafficatissimo diventò desolato. 
Dopo aver abbattuto quanto rimaneva, la zona divenne un'area vuota di confine di una dozzina di ettari.

## Dopo il muro

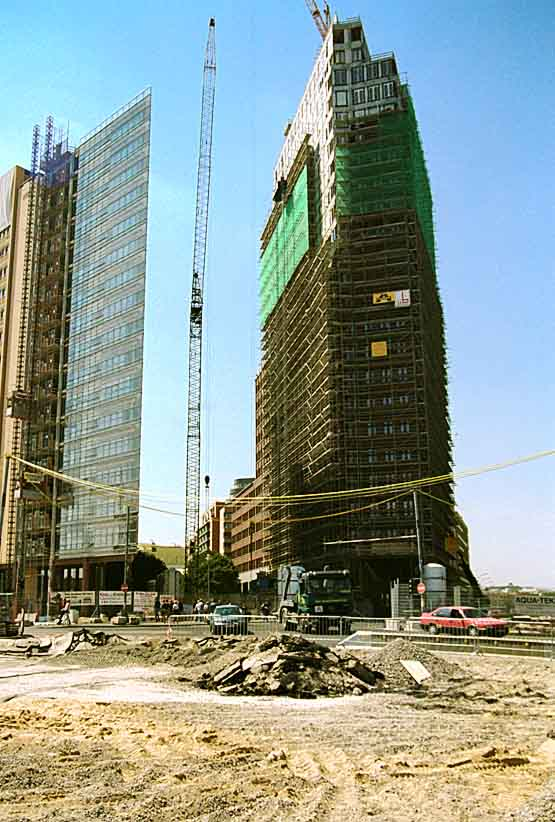
Cantiere di costruzione della Torre Kollhoff, 1999

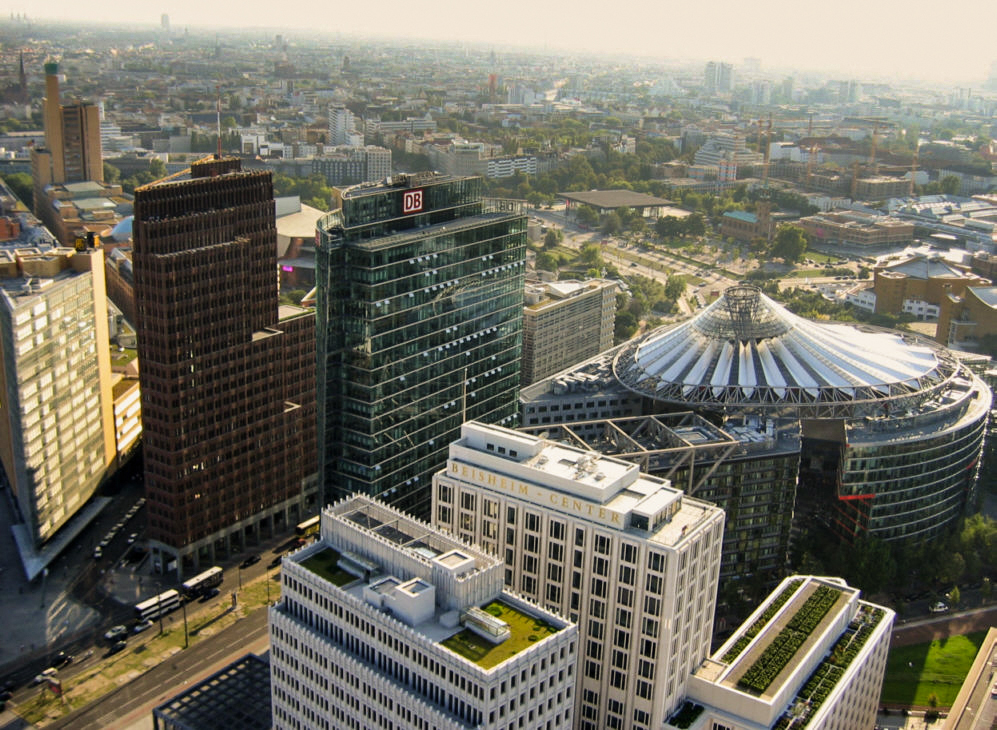
Veduta aerea: Torre Atrium, Torre Kollhoff, BahnTower, Sony Center e il Beisheim Center e Delbrück-Hochhaus ora P5.

Dopo la caduta del muro avvenuta il 9 novembre 1989, l'ex Pink Floyd Roger Waters organizzò un immenso concerto di beneficenza, The Wall, a cui parteciparono numerosi numerose superstar internazionali ma non il suo ex gruppo di cui era tra i fondatori. Il concerto si tenne il 21 luglio 1990 per commemorare la fine della divisione tra Repubblica Democratica Tedesca e Germania Ovest e venne organizzato proprio nella vuota Potsdamer Platz di fronte ad oltre 500.000 spettatori.
Dopo il 1990, la piazza ridivenne il fulcro dell'attenzione e tornò ad essere argomento di discussione tra i migliori architetti europei. Il governo cittadino divise l'area in quattro parti, da vendere separatamente a quattro diversi investitori. Durante la ricostruzione la Potsdamer Platz era la più vasta area edificabile d'Europa.
La più ampia delle quattro zone andò alla Daimler-Benz (ora parte della Daimler AG) che incaricò l'architetto genovese Renzo Piano della pianificazione dell'opera. I singoli edifici vennero costruiti da singoli architetti basandosi sul piano generale, inclusi il Potsdamer Platz No.1 di Hans Kollhoff, ora sede di numerosi studi legali. Potsdamer Platz è anche sede della Panoramapunkt, situata a 100 metri d'altezza, a cui si accede attraverso il più veloce ascensore d'Europa. Dalla Panoramapunkt si possono vedere alcuni punti di riferimento berlinesi come il quartiere Die Bahn, la Porta di Brandeburgo, il Reichstag, la Cancelleria Federale, il palazzo Bellevue, la Cattedrale, il Gendarmenmarkt, il Memoriale agli ebrei uccisi in Europa e la Chiesa della Commemorazione.
La seconda sezione più grande andò alla Sony, la quale eresse i suoi nuovi uffici centrali europei. Il Sony Center venne progettato da Helmut Jahn ed è considerato uno dei migliori pezzi di arte moderna di Berlino.
L'intero progetto fu molto criticato fin dall'inizio dall'opinione pubblica e ci sono ancora critiche al metodo con cui venne venduto e ricostruito il sito. In ogni caso, la piazza attira migliaia di turisti al giorno, ed alcuni critici sono sorpresi dal suo successo. A qualsiasi ora del giorno la piazza è viva. È diventato una tappa obbligata per i visitatori, un'area in cui fare shopping, ed un centro culturale per gli amanti del cinema in lingua inglese con oltre 40 sale divise in tre cinema. Nella sottostante Marlene Dietrich Platz, creata dopo che Potsdamer Platz si è ridotta per la costruzione dei molti edifici, si trova il Berlinale Palast dove ogni anno si svolge il Berlin International Film Festival, uno dei festival cinematografici più importanti al mondo.
Alcune scene del film Der Himmel über Berlin (in italiano: Il cielo sopra Berlino, film del 1987 di Wim Wenders) sono state girate quando la piazza era vuota, prima della caduta del Muro.

## Galleria d'immagini

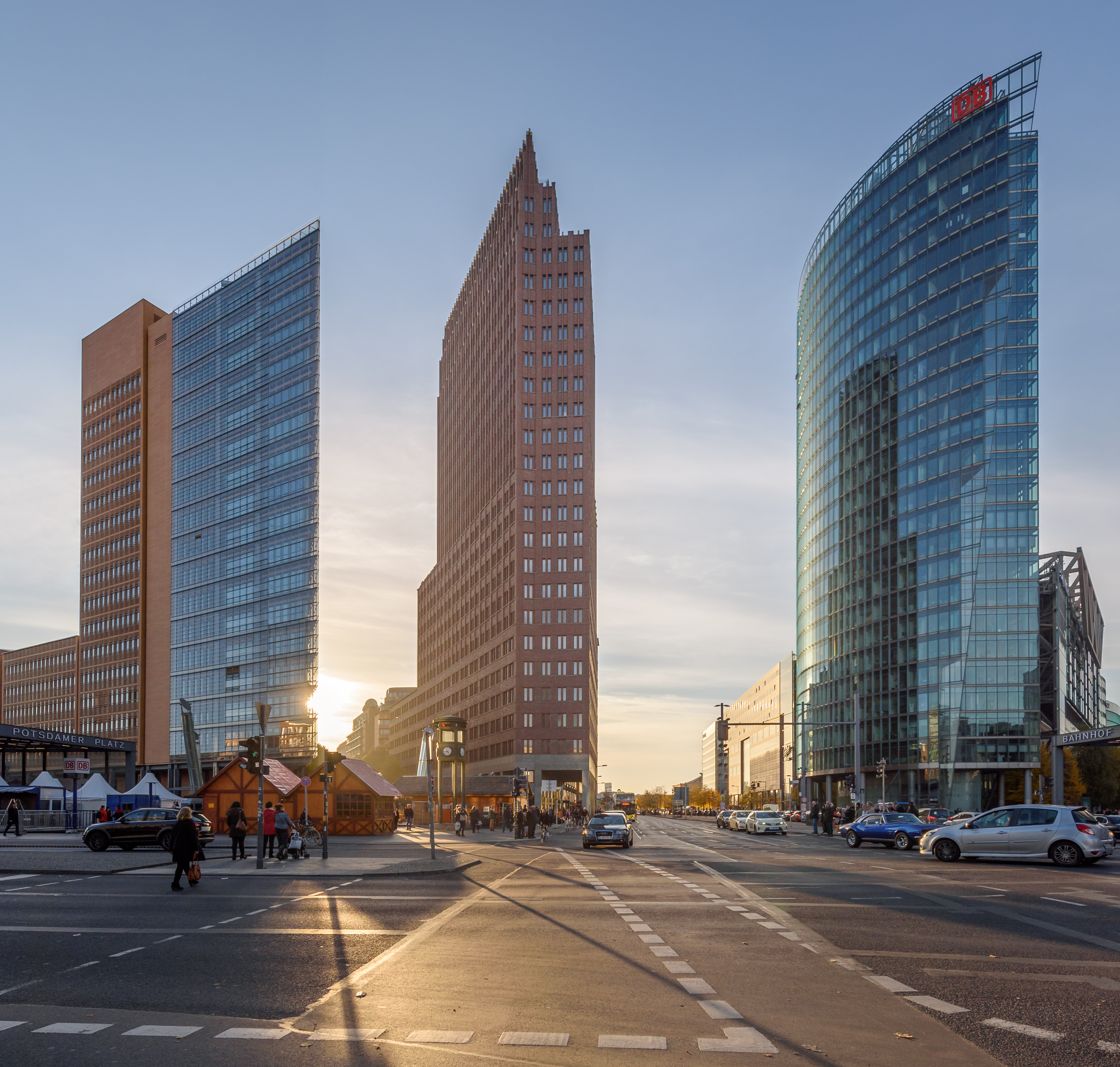
Forum Tower, Torre Kollhoff, e Bahntower
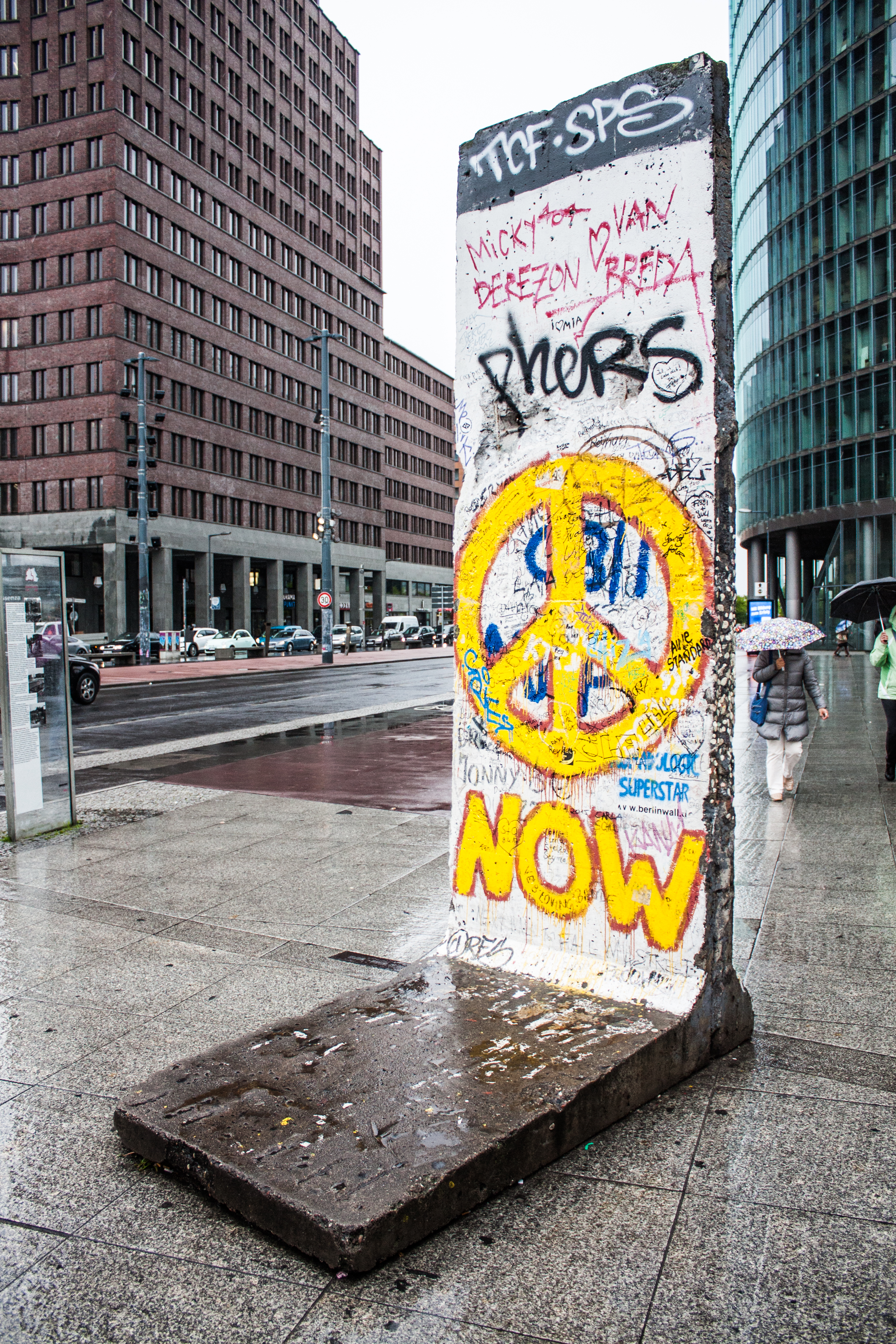
Ricordo del Muro in Potsdamer
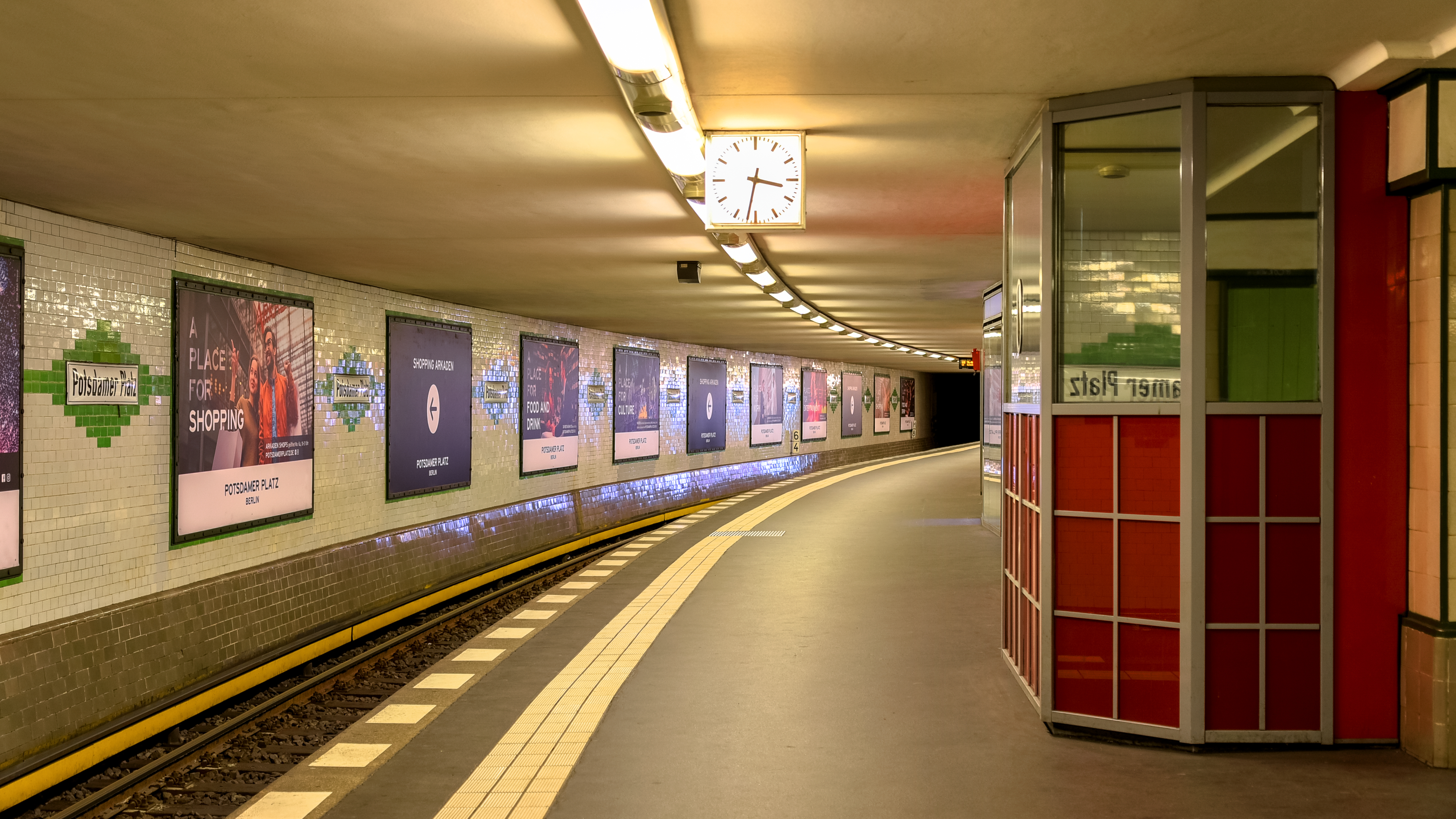
Fermata della U-Bahn a Potsdamer Platz
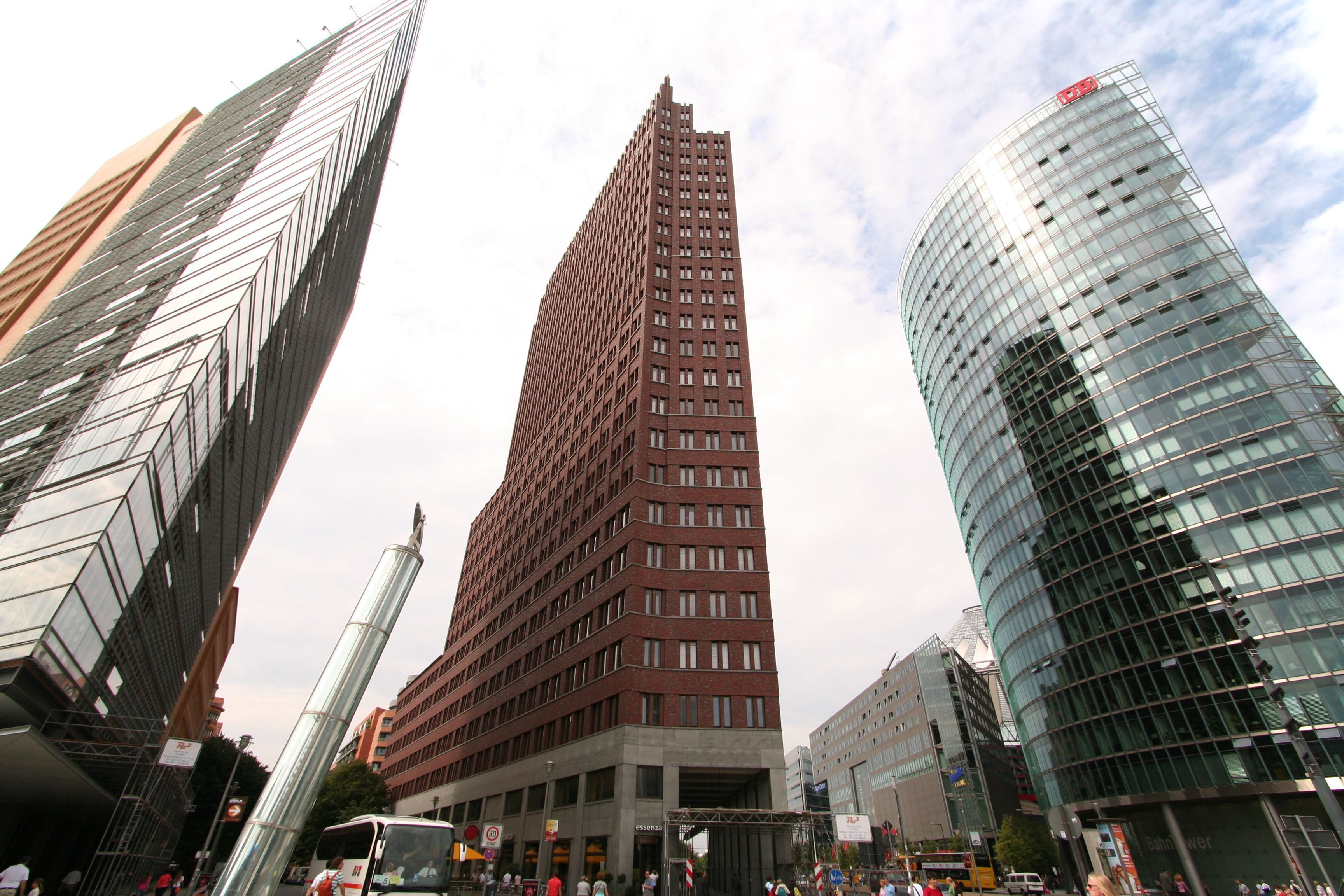
Potsdamer Platz (agosto 2006)
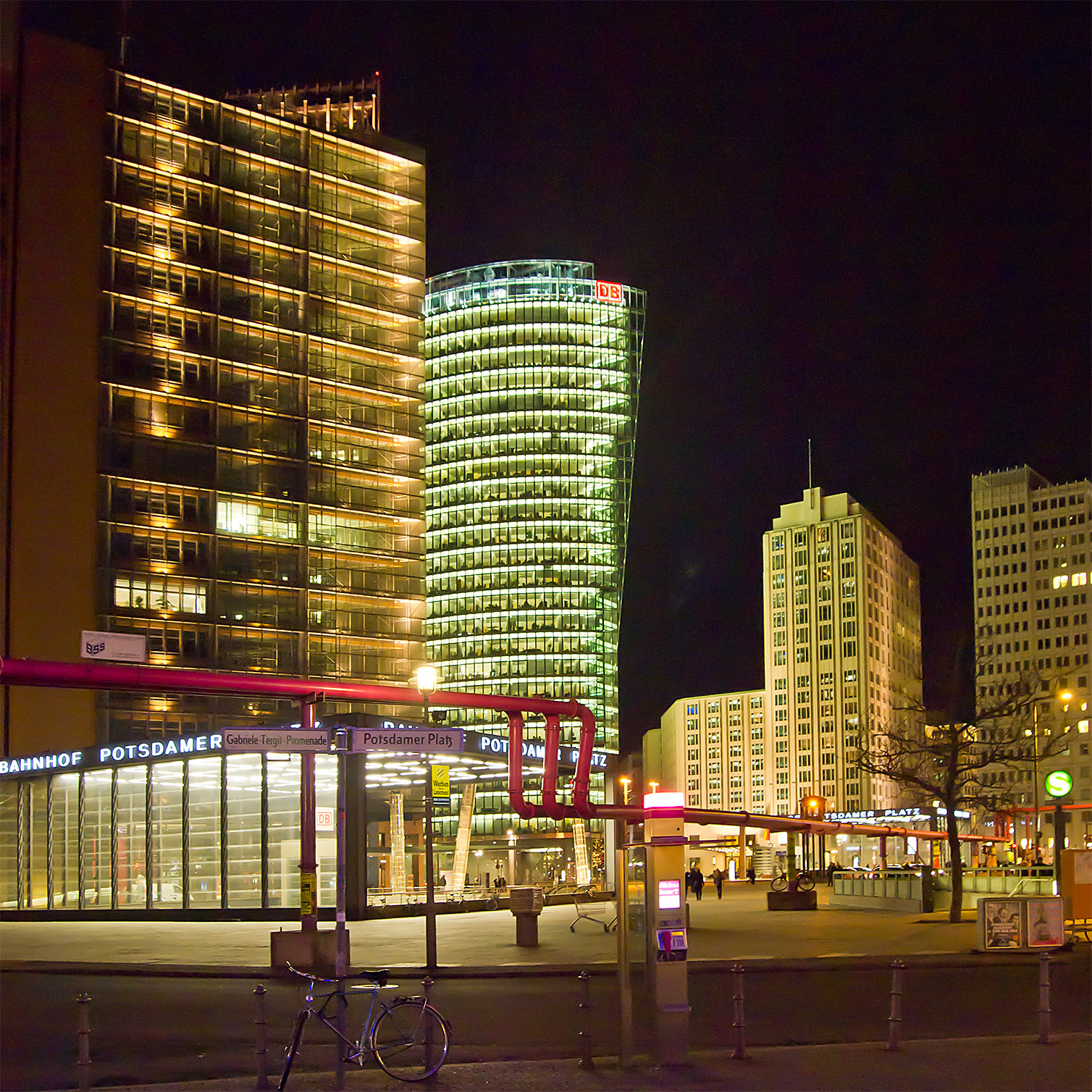
Potsdamer Platz
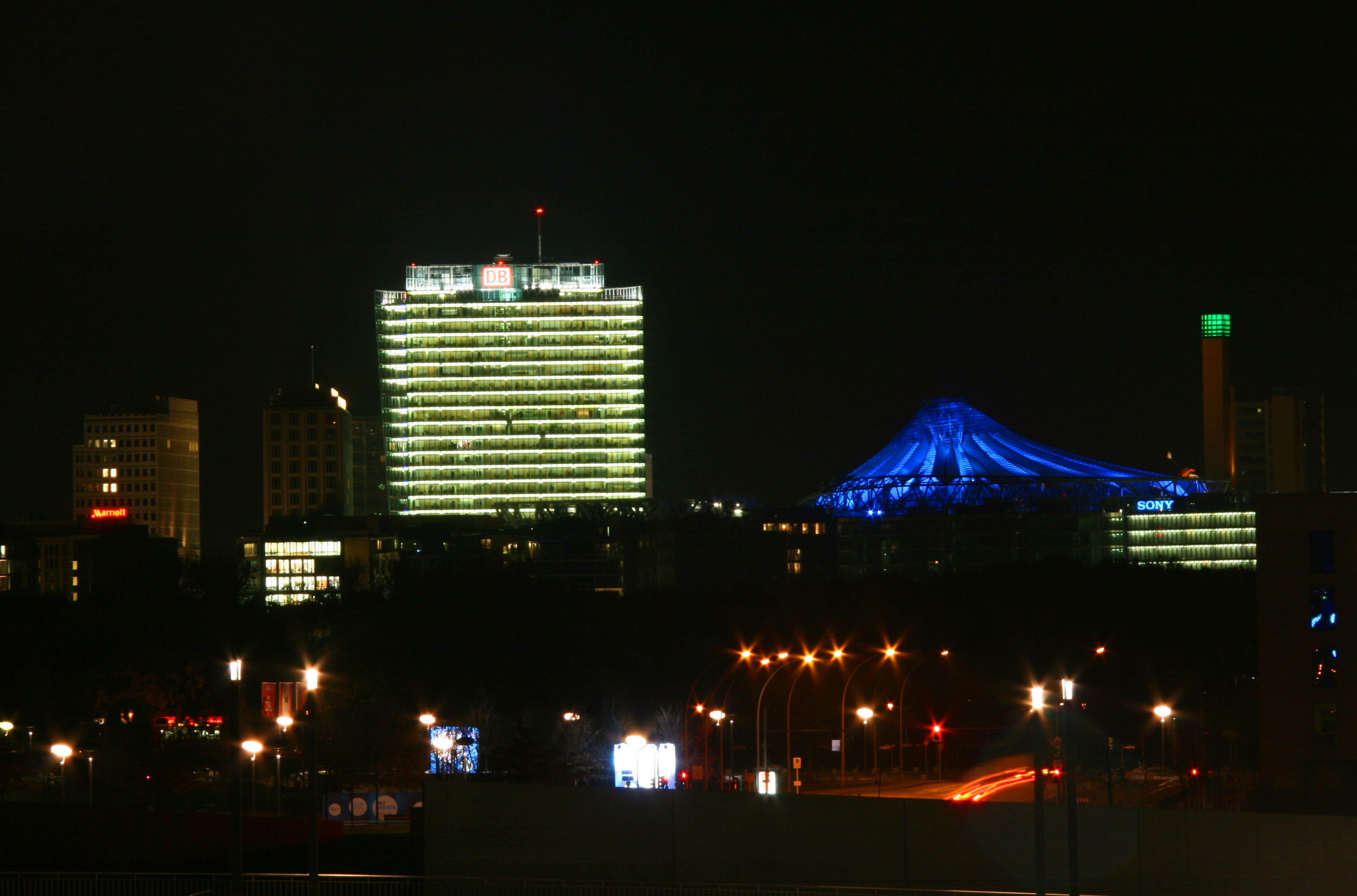
Panorama urbano del Potsdamer Platz di notte visto da nord
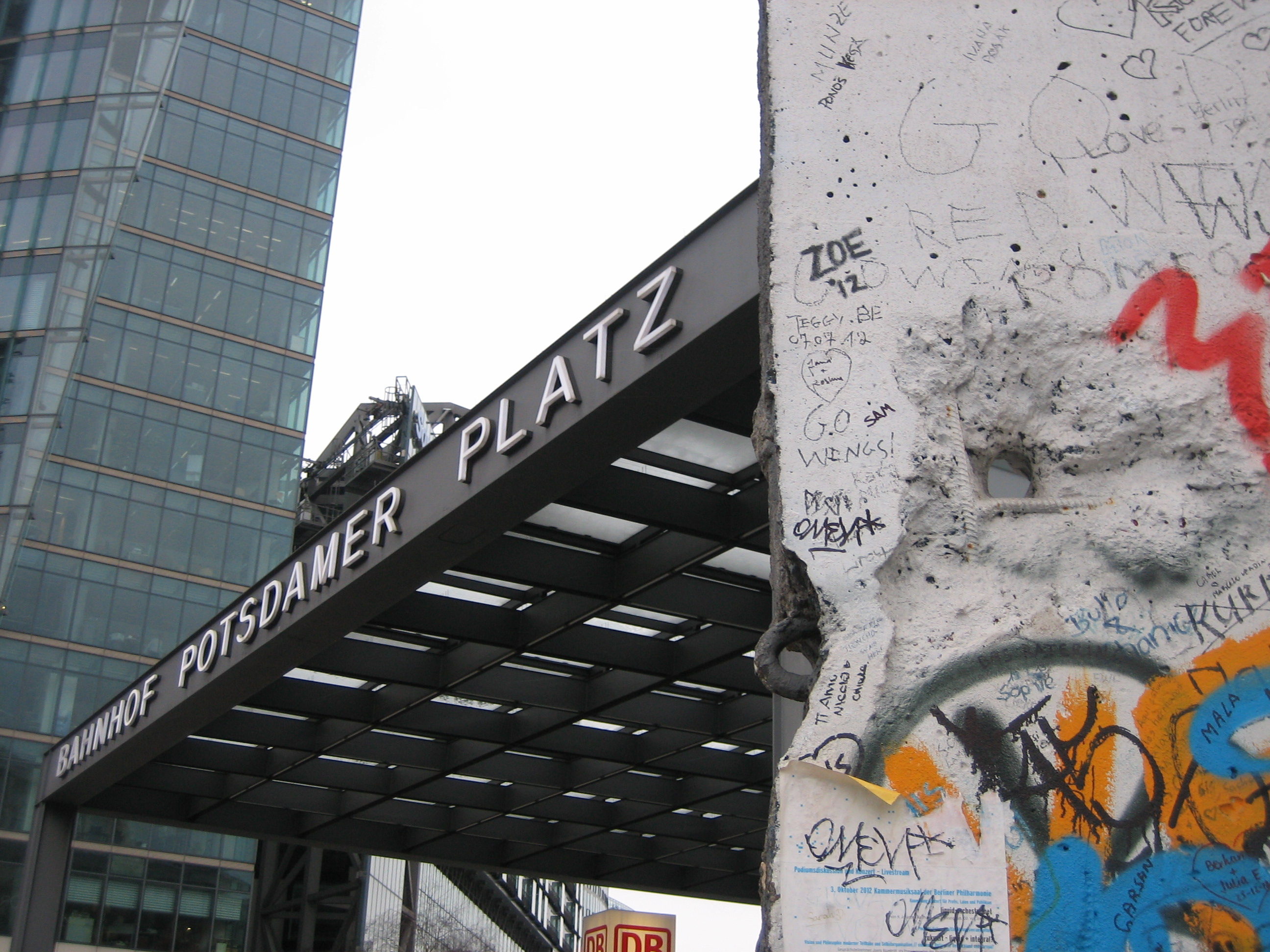
Stazione DB Potsdamer Platz